# Soledad Fariña Vicuña
Pour les articles homonymes, voir Vicuña (homonymie).
Soledad Fariña Vicuña (Antofagasta, 1943) est une poétesse chilienne. 

## Biographie
Elle étudia les sciences politiques et administratives à l'université du Chili, la philosophie et les humanités à l'université de Stockholm ; les sciences et la culture arabe à l’université du Chili et elle a un master en littérature à l'université du Chili. 
Son œuvre poétique a été traduite en anglais, français ou catalan et elle a participé aux anthologies et événements poétiques de plusieurs universités et institutions : université du Chili, université pontificale catholique du Chili, Universidad de Los Lagos, université de Santiago, Univ. Diego Portales, université de Concepción ; Universidad de Valdivia ; université Columbia ; The Catholic University à George Town et Washington ; Mount Hollyoke College, Smith College (Massachusetts) ; The City University of New York ; Universidad Río Piedras, Porto Rico ; New York University (NYU) ; Casa del Poeta, Mexico ; Centro Cultural de España, Buenos Aires ; Sociedad de Escritores de Chile en el Encuentro de Poesía Joven de Latinoamérica ; Rencontre de poètes du Cône Sud de Coquimbo, etc.

## Œuvres
- El primer libro, (Premier livre) Ed. Amaranto 1985
- Albricias, (Cadeaux heureux/Ça alors!) Ediciones Archivo, 1988
- En amarillo oscuro, (En jaune obscure) Editorial Surada, 1994
- La vocal de la Tierra, (La Voyelle de la Terre) antología poética. Ed. Cuarto Propio 1999
- Otro cuento de ájaros, (Un autre comte des oiseaux) relatos, Ed. Las Dos Fridas, 1999
- Narciso y los árboles, (Narcisse et les arbres) Ed. Cuarto Propio, 2001
- Donde comienza el aire, (Où le vent commence) Ed. Cuarto Propio, 2006

## Bourses
- 1994 Fondo Nacional para la Difusión del Libro y la Lectura
- 1995 Fondo de Desarrollo de las Artes y la Cultura para escribir un libro de poesía
- 2002 Fondo de Desarrollo del Libro y la Lectura
- 2006 Fundación John Simon Guggenheim
- 2006 de Desarrollo del Libro y la Lectura para escribir un libro de poesía